# Соковни
Соковни — опустевшая деревня в Слободском районе Кировской области России. Входит в состав городского округа город Слободской.

## География
Находится в Кировской агломерации.
Уличная сеть не развита.
Географическое положение
Близнаходящиеся населённые пункты (стрелка — направление, расстояния в километрах — по прямой)
- д. Баранники (↓ 0.7 км)
- д. Оглоблино (↘ 0.9 км)
- д. Антипины (↗ 0.9 км)
- д. Мешины (↑ 1.4 км)
- д. Рубцы (↙ 1.6 км)
- д. Копари (← 1.6 км)
- поч. Шуткинский (↘ 1.7 км)
- д. Болотовы (← 1.7 км)
- д. Зяблицы (↖ 1.8 км)
- д. Шохрины (↑ 2 км)
- д. Деньгины (↗ 2 км)
- д. Коневы (→ 2.1 км)
- д. Андронов Остров (→ 2.2 км)
- д. Малые Болотовы (↙ 2.3 км)
- д. Чечетки (↓ ≈2.4 км)
- д. Потки (↓ ≈2.4 км)
- д. Елькины (← 2.4 км)
- д. Пантюшины (↑ 2.4 км)
- д. Новоселы (↙ ≈2.5 км)
- д. Горская Речка (↙ ≈2.5 км)

## История
До включения в 2005 году в состав муниципального образования и административно-территориальной единицы город Слободской входил в Стуловский сельский округ.

## Население
| 2010 |
| ---- |
| 0    |

Национальный и гендерный состав
Согласно результатам переписи 2002 года, в национальной структуре населения русские составляли 100 % из 6 чел.. Мужчин и женщин по 3 человека.

## Инфраструктура
Работал филиал фабрики «Белка»

## Транспорт
Просёлочные дороги.